# Worm Infested
Worm Infested je EP američkog death metal-sastava Cannibal Corpse. Diskografska kuća Metal Blade Records objavila ga je 30. lipnja 2003. godine.

## Popis pjesama
| 1.    | »Systematic Elimination«               | 2:53 |
| 2.    | »Worm Infested«                        | 3:30 |
| 3.    | »Demon's Night« (obrada Accepta)       | 4:16 |
| 4.    | »The Undead Will Feast« (re-recording) | 2:54 |
| 5.    | »Confessions« (obrada Possesseda)      | 2:56 |
| 6.    | »No Remorse« (obrada Metallica)        | 6:15 |
| 22:44 |                                        |      |

## Zasluge
Cannibal Corpse
- George "Corpsegrinder" Fisher - vokali
- Jack Owen - gitara, glazba (pjesma 2.)
- Pat O'Brien - gitara, glazba (pjesma 1.)
- Alex Webster - bas-gitara
- Paul Mazurkiewicz - bubnjevi, tekstovi (pjesme 1., 2.)

Ostalo osoblje
- Vincent Locke - omot albuma
- Brad Vance - mastering
- Neil Kernon - produkcija
- Brian Ames - dizajn
- Scott Burns - produkcija (pjesma 4.)
- Colin Richardson - produkcija (pjesma 5.)